# Гилардино (Пезаро и Урбино)
Гилардино је насеље у Италији у округу Пезаро и Урбино, региону Марке.
Према процени из 2011. у насељу је живело 214 становника. Насеље се налази на надморској висини од 117 м.